# رینبو اس.پی.ای.
رینبو اس.پی.ای. (به ایتالیایی: Rainbow S.p.A.) یک استودیوی تلویزیونی ایتالیایی است که تحت مالکیت مشترک ایجینو استرافی و ویاکام سی‌بی‌اس است. در چندین نمایش از جمله Winx Club و Club 57 با شرکت دیگر ویاکام سی‌بی‌اس، نیکلودئون همکاری کرده‌است. این استودیو در لورتو، مارکه مستقر است و توسط استرافی در سال ۱۹۹۵ تأسیس شد. رینبو اس.پی.ای. به عنوان یک استودیوی انیمیشن شروع به ارائه خدمات خلاقانه برای شرکت‌های بزرگتر کرد تا زمانی که بودجه کافی برای تولیدات اصلی را بدست آورد.
در فوریه ۲۰۱۱، شبکه بین‌المللی رسانه ویاکام ۳۰٪ از شرکت را به قیمت ۶۲ میلیون یورو (۸۳ میلیون دلار آمریکا) خریداری کرد، ۷۰٪ باقیمانده را به ایجینیو استرافی واگذار کرد. شبکه‌های نیکلودئون و ویاکام نمایش‌های رینبو اس.پی.ای. را در سراسر جهان پخش می‌کنند، و رینبو اس.پی.ای. به عنوان عامل صدور مجوز برای نمایش‌های نیکلودئون در ایتالیا عمل می‌کند. استودیوهای آمریکایی نیکلودئون همچنین با رینبو در چندین تولید همکاری کرده‌اند، از جمله Winx Club , the pilot , My American Friend و Club 57 در سال 2019.
در سال ۲۰۱۵، رینبو اس.پی.ای. استودیوی انیمیشن باردل انترتینمنت را خریداری کرد. در سال ۲۰۱۷، رینبو اکثریت سهام Iven Spa را به دست آورد، مالک شرکت تولیدکننده Colorado Film.
در آوریل ۲۰۱۸، استرافی و ویاکام این شرکت را در بورس سهام ایتالیا وارد کردند. این لیست سالها مورد بررسی قرار گرفت که در بورس سهام کدام کشور (ایالات متحده یا ایتالیا) وارد شود. به گفته استرافی، این «معضلی واقعی» بود زیرا ویاکام قبلاً در بورس اوراق بهادار آمریکا ثبت شده بود اما رینبو در کشورهای اروپایی بهترین عملکرد را داشت. استرافی و ویاکام به دلیل نبود شرایط مناسب بازار، رینبو را در ماه مه ۲۰۱۸ از بازار سهام خارج کردند.